# معركة أرلنتغون ميلز
معركة أرلنتغون ميلز كانت هي شرارة الحرب الأهلية الأمريكية، وتعد أولى الاشتباكات. بدأت يوم 1 يونيو 1861 في منطقة أرلنغتون في ولاية فيرجينيا.